# Дудинський Роман Васильович
Роман Васильович Дудинський (18 березня 1880, с. Нижчі Луб'янки, нині Збаразький район, Тернопільська область — 14 липня 1920, Москва) — український військовик, сотник Легіону Українських січових стрільців, отаман (майор) Української галицької армії.

## Життєпис

Старшини УСС: Софія Галечко, Теодор Мамчур, Зенон Носковський, Павло Семирозум, Роман Дудинський та чех Здіславський

Роман Дудинський народився 18 березня 1880 року в селі Нижчих Луб'янках Збаразького повіту, Королівство Галичини і Володимирії, Австро-Угорська імперія (нині Збаразького району, Тернопільської області, Україна).
Після закінчення гімназії в Тернополі у 1908 році) навчався у Львівській політехніці (закінчив у 1913 році).
Від серпня 1914 до 1917 року командував сотнею Легіону УСС. У 1914—1916 роках сотня Дудинського відзначилася під час боїв у районі Синьовидного й Маківки в Карпатах; у бою на горі Лисоні біля Бережан (був поранений), над річкою Стрипою.
Командант запасного Коша УСС у Станиславові. У 1919 році командував Коломийською (другою) бригадою УГА (короткочасово), потім 13-ю бригадою УГА. Потрапив у більшовицький полон навесні 1920 року.
Перебував у Кожуховському концтаборі під Москвою, де 14 липня 1920 року помер у тюремній лікарні.

## Вшанування
13 серпня 2010 року в палаці збаразького замку провели інформаційний день на тему: «Роман Дудинський — сотник Українських Січових Стрільців». Доповідь підготував молодший науковий співробітник науково-дослідного відділу Національного заповідника «Замки Тернопілля» Т. І. Федорів.